# Isaiah Mustafa
Pour les articles homonymes, voir Mustafa.
Isaiah Mustafa est un acteur américain né le 11 février 1974.
Il est notamment connu pour le rôle de Luke Garroway dans la série télévisée américaine Shadowhunters.

## Carrière
C'est aussi un joueur de football américain ayant évolué en NFL au poste wide receiver pour les Tennessee Oilers (1997), les Oakland Raiders (1999), les Cleveland Browns (1999) et les Seattle Seahawks de Seattle (2000) pendant les inter-saisons ou en practice squad (équipe d'entraînement),. Il a également joué en NFL Europe pour les Barcelona Dragons en 1998. Au niveau universitaire, il avait joué pour les Sun devils d'Arizona State en 1995 et 1996.
Il est surtout connu pour son rôle dans la série de publicités Old Spice, The Man Your Man Could Smell Like mais aussi pour son rôle dans la série Nikita. Il a également fait quelques apparitions dans la série Chuck ainsi que le documentaire Mansome en 2012.
En 2016, il commence à jouer Luke Garroway dans l'adaptation en série télévisée de la série littéraire La Cité des ténèbres de Cassandra Clare, intitulée Shadowhunters, elle est diffusée entre le 12 janvier 2016 et le 6 mai 2019 sur Freeform et sur Netflix en France.

## Filmographie

### Cinéma
- 2013 :  Crush de Malik Bader : l'entraîneur
- 2012 :  Les Trois Corniauds (The Three Stooges) de Peter et Bobby Farrelly : un exécutif de la chaîne de télévision
- 2014 : Back in the Day : T
- 2019 : Ça : Chapitre 2 ( It: Chapter Two) d'Andrés Muschietti : Mike Hanlon
- 2022 : Murder at Yellowstone City de Richard Gray : Cicero
- 2023 : Boy Kills World de Moritz Mohr : Benny
- 2025 : Souviens-toi… l'été dernier (I Know What You Did Last Summer) de Jennifer Kaytin Robinson : Andrew

### Télévision
- 2009 : NCIS : Los Angeles : Brent Duffy
- 2010-2011 : Chuck : Greta
- 2011 : Hot in Cleveland : Kevin
- 2011 : Charlie's Angels : Inspecteur Ray Goodson
- 2012 : Le Rêve du chanteur masqué, téléfilm : Reginal Worth
- 2012 - 2013 : Nikita : Cyrus
- 2014 : Baby Daddy : Capitaine Hudson
- 2014 : Selfie : Mitchell McMoney
- 2016-2019 : Shadowhunters : Lucian « Luke » Garroway / Graymark
- 2024 : Cross : John Sampson